# Elgin, Illinois
Elgin, Illinois là một thành phố ở tiểu bang Illinois, Hoa Kỳ. Thành phố này thuộc quận Kane. Thành phố có diện tích km2, dân số là 107.521 người (thời điểm năm 1990).